# Western Bulldogs

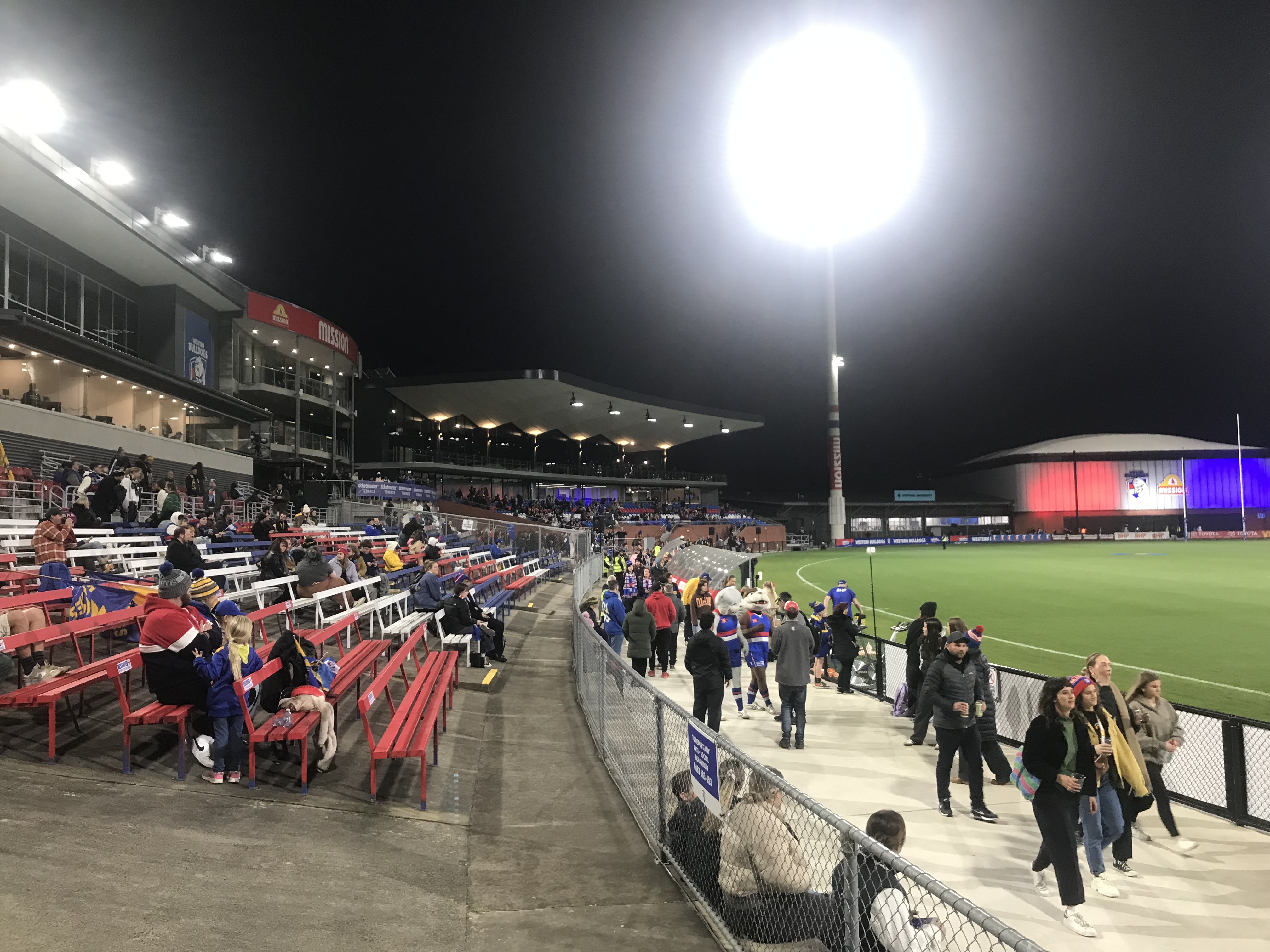
Vista de Mission Whitten Oval antes del partido de la semana 3 de la temporada femenina de la AFL 2024, entre los Western Bulldogs y la Costa Oeste el 12 de septiembre de 2024.

Western Bulldogs es un equipo de fútbol australiano profesional, que juega en la Australian Football League. Su sede se encuentra en West Footscray, un suburbio situado en la zona oeste de la ciudad de Melbourne, y juega en el Etihad Stadium.
El equipo se fundó en 1877 y es uno de los clubes tradicionales del campeonato, a pesar de que en la liga ha sido una de las formaciones con menos éxito: ganó dos campeonatos de la VFL/AFL en 1954 y el más reciente 63 años después en la temporada recién finalizada del 2016.

## Historia
Fundado en 1877, su primer nombre fue Prince Imperials aunque pronto fue modificado por su denominación histórica, Footscray Football Club. El equipo logró 9 campeonatos del estado de Victoria entre 1898 y 1924, con cuatro victorias consecutivas entre 1919 y 1924. Esto les valió una invitación, por parte de la Victorian Football League, para ingresar en el máximo campeonato del país en 1925.
Footscray se adaptó al nuevo campeonato, y durante sus primeras temporadas el equipo logra llegar a la fase final del tornbeo. Pero a partir de los años 1930 su juego empeoró. En 1938 cambiarían el nombre de Imperials por el de Bulldogs, después de que uno de esos perros entrara accidentalmente al campo durante un partido. Después de la Segunda Guerra Mundial, la franquicia logra mejorar sus resultados deportivos, y en 1954, comandados por el entrenador Charlie Sutton y el jugador Ted Whitten, consiguen ganar su primer (y único) campeonato de liga, frente a Melbourne por un resultado de 102 (15.12) a 51 (7.9). En aquel campeonato, Footscray modernizó el estilo de juego en el fútbol de reglas australianas, basándolo en un esquema de ataque continuo y velocidad.
Aunque su victoria en el campeonato auguraba mejores tiempos para el equipo, con el paso de los años se volvió a la senda de los malos resultados. En 1959 Footscray obtuvo su primera cuchara de madera como colista. Y aunque en 1961 el club llega a la gran final, la cual pierde frente a Hawthorn, el resto de la década de 1960 supuso la peor en la historia del club, terminando en las últimas posiciones.
Su situación deportiva mejoró en la década de 1980, cuando una serie de buenos jugadores y Mick Malthouse como entrenador les permite llegar a las finales preliminares en 1985 tras terminar segundos en la liga regular. Aunque no lograron ganar en los momentos finales, sus resultados fueron más positivos. Sin embargo, la institución continuó atravesando problemas económicos y estuvo a punto de verse envuelta en una fusión con Fitzroy Lions, que finalmente no se produjo.
Desde la década de 1990, ya conocidos oficialmente como Western Bulldogs desde 1996, el club llegaría a las fases finales del campeonato varias veces.

## Estadio
En la actualidad, Western Bulldogs juega sus partidos en Etihad Stadium, con capacidad para 53.000 espectadores y que comparte con otros cuatro equipos de la ciudad.
El club de Footscray tiene un estadio propio, conocido como Whitten Oval con 25.000 localidades, pero está en proceso de reformas.

## Palmarés
- Australian Football League: 2 (1954, 2016)
- Victorian Football Association: 9 (1898, 1899, 1900, 1908, 1913, 1919, 1920, 1923, 1924)